# Salix barclayi
Salix barclayi es una especie de sauce nativo de América del Norte, que se encuentra principalmente en la zona noroeste de los Estados Unidos y Canadá. Crece cerca de los lagos y arroyos alpinos.

## Descripción
Es un arbusto, que puede alcanzar un tamaño de hasta 2,5 m de altura y tiende a ser delgada. Las hojas son elípticas a obovadas, de 2-6 cm de largo y 1-2.5 cm de ancho. Las hojas son peludas cuando son jóvenes, con los pelos de la nervadura que duran hasta la madurez. Las inflorescencias son cortas, en pedúnculos. Los amentos estaminados son de 3 cm de largo con 2 estambres, mientras los amentos pistilados son de 2,5-5 cm de largo y glabros.

## Taxonomía
Salix barclayi fue descrita por Nils Johan Andersson y publicado en Öfversigt af Förhandlingar: Kongl. Svenska Vetenskaps-Akademien 15(3): 125–126. 1858.
Etimología
Salix: nombre genérico latino para el sauce, sus ramas y madera.
barclayi: epíteto
Sinonimia
- Salix barclayi var. angustifolia Andersson
- Salix barclayi var. conjuncta (Bebb) C.R. Ball & C.K. Schneid.
- Salix barclayi var. grandifolia Andersson
- Salix barclayi var. hebecarpa Andersson
- Salix barclayi var. rotundifolia Andersson
- Salix conjuncta Bebb[5]